# Bibiana Gonzaga

Stemma dei Gonzaga

Bibiana Gonzaga (Castiglione delle Stiviere, 24 aprile 1650 – 29 novembre 1717) è stata una nobildonna italiana.

## Biografia
Era la figlia primogenita di Ferdinando I Gonzaga (1614-1675), marchese di Castiglione.
Privo di eredi maschi atti alla successione, Ferdinando non era intenzionato a lasciare feudo e titoli al diretto pretendente, il cugino Carlo Gonzaga (1616-1680), già marchese di Solferino. Cercò inizialmente di dare in sposa la figlia a Ferdinando II Gonzaga, primogenito di Carlo, ma la futura sposa oppose un netto rifiuto a causa dei vincoli di parentela. Fu allora indicato come candidato il nobile bresciano Silvio Martinengo, rampollo dell'importante famiglia Martinengo di Padernello, futuro genero al quale sarebbe toccato l'investitura del feudo. Carlo venne avvertito della trama nei suoi confronti e nel 1667 si portò da Solferino a Castiglione con diversi uomini armati, intenzionati ad assaltare il castello di Ferdinando. Grazie all'intervento di numerosi sudditi del principe, Carlo venne fatto prigioniero e trasferito in carcere a Mantova e solo nel febbraio 1669 venne liberato, non prima di avere fatto atto di devozione al cugino.

## Discendenza
Nel 1671 Bibiana sposò Carlo Filiberto d'Este (1646-1714), figlio di Carlo Emanuele e di Paola Camilla Marliani, 5º Marchese di Borgomanero e Porlezza, 3º Marchese di Santa Cristina. Il matrimonio fu senza discendenti.

## Ascendenza
|                                        |                               |                                              | Genitori                          |  |  | Nonni |  |  | Bisnonni         |  |  | Trisnonni       |  |
|                                        |                               |                                              |                                   |  |  |       |  |  | Ferrante Gonzaga |  |  | Aloisio Gonzaga |  |
|                                        |                               |                                              |                                   |  |  |       |  |  | Ferrante Gonzaga |  |  | Aloisio Gonzaga |  |
|                                        |                               | Caterina Anguissola                          |                                   |  |  |       |  |  | Ferrante Gonzaga |  |  |                 |  |
| Francesco Gonzaga                      |                               |                                              |                                   |  |  |       |  |  | Ferrante Gonzaga |  |  |                 |  |
|                                        |                               | Marta Tana                                   | Baldassarre Tana                  |  |  |       |  |  |                  |  |  |                 |  |
|                                        |                               | Marta Tana                                   | Baldassarre Tana                  |  |  |       |  |  |                  |  |  |                 |  |
|                                        |                               | Marta Tana                                   | Anna Della Rovere                 |  |  |       |  |  |                  |  |  |                 |  |
| Ferdinando I Gonzaga                   |                               | Marta Tana                                   |                                   |  |  |       |  |  |                  |  |  |                 |  |
|                                        |                               | Vratislav von Pernstein                      | Giovanni IV von Pernstein         |  |  |       |  |  |                  |  |  |                 |  |
|                                        |                               | Vratislav von Pernstein                      | Giovanni IV von Pernstein         |  |  |       |  |  |                  |  |  |                 |  |
|                                        |                               | Vratislav von Pernstein                      | Hedwig von Schellenberg           |  |  |       |  |  |                  |  |  |                 |  |
| Bibiana von Pernstein                  |                               | Vratislav von Pernstein                      |                                   |  |  |       |  |  |                  |  |  |                 |  |
|                                        |                               | María Maximiliana Manrique de Lara y Briceño | García Manrique de Lara y Mendoza |  |  |       |  |  |                  |  |  |                 |  |
|                                        |                               | María Maximiliana Manrique de Lara y Briceño | García Manrique de Lara y Mendoza |  |  |       |  |  |                  |  |  |                 |  |
|                                        |                               | María Maximiliana Manrique de Lara y Briceño | Isabel de Briceño y Arévalo       |  |  |       |  |  |                  |  |  |                 |  |
| Bibiana Gonzaga                        |                               | María Maximiliana Manrique de Lara y Briceño |                                   |  |  |       |  |  |                  |  |  |                 |  |
|                                        | Muzio II Sforza di Caravaggio | Francesco I Sforza di Caravaggio             |                                   |  |  |       |  |  |                  |  |  |                 |  |
|                                        | Muzio II Sforza di Caravaggio | Francesco I Sforza di Caravaggio             |                                   |  |  |       |  |  |                  |  |  |                 |  |
|                                        | Muzio II Sforza di Caravaggio | Costanza Colonna                             |                                   |  |  |       |  |  |                  |  |  |                 |  |
| Giovanni Paolo II Sforza di Caravaggio | Muzio II Sforza di Caravaggio |                                              |                                   |  |  |       |  |  |                  |  |  |                 |  |
|                                        |                               | Felice Orsina Peretti Damasceni              | Fabio Peretti Damasceni           |  |  |       |  |  |                  |  |  |                 |  |
|                                        |                               | Felice Orsina Peretti Damasceni              | Fabio Peretti Damasceni           |  |  |       |  |  |                  |  |  |                 |  |
|                                        |                               | Felice Orsina Peretti Damasceni              | Maria Felice de Mignucci Peretti  |  |  |       |  |  |                  |  |  |                 |  |
| Olimpia Sforza Visconti                |                               | Felice Orsina Peretti Damasceni              |                                   |  |  |       |  |  |                  |  |  |                 |  |
|                                        |                               | …                                            | …                                 |  |  |       |  |  |                  |  |  |                 |  |
|                                        |                               | …                                            | …                                 |  |  |       |  |  |                  |  |  |                 |  |
|                                        |                               | …                                            | …                                 |  |  |       |  |  |                  |  |  |                 |  |
| Maria Aldobrandini                     |                               | …                                            |                                   |  |  |       |  |  |                  |  |  |                 |  |
|                                        |                               | …                                            | …                                 |  |  |       |  |  |                  |  |  |                 |  |
|                                        |                               | …                                            | …                                 |  |  |       |  |  |                  |  |  |                 |  |
|                                        |                               | …                                            | …                                 |  |  |       |  |  |                  |  |  |                 |  |
|                                        |                               | …                                            |                                   |  |  |       |  |  |                  |  |  |                 |  |